# 에그몬트
<에그몬트>(Egmont)는 독일 고전주의 작가 요한 볼프강 폰 괴테(1749-1832)의 비극작품이다.

## 창작과정 및 주제
이 작품은 1775년에 쓰여지기 시작하였으며 1788년에 출판되었다. 에그몬트는 괴테의 전작 중 질풍노도 문학 작품인 괴츠 폰 베를리힝엔(1773)과 마찬가지로 셰익스피어 비극에서 상당한 영향을 받았다.
괴테는 에그몬트를 1775년, 1778-79년, 그리고 1782년에 집필하였으며, 1787년 여름 로마에서 완성하였다. 괴테가 이 작품을 완성할 때 즈음에는 그는 바이마르 공국의 법정에서 법관으로 이미 십여 년을 보낸 상태였으며, 그의 정치적 신념도 변화한 상태였다. 에그몬트를 쓰기 이전의 괴테의 문학작품이 질풍노동 문학에 기반하여 쓰여졌다면, 이 작품을 기점으로 괴테는 기득권층으로 속하게 된다.이러한 괴테의 이행으로, 에그몬트는 작품이 완성된 이후 축하 받기도 하지만 비난 받기도 하면서 에그몬트에 대한 애증의 엇갈림이 드러난다.
괴테의 ‘괴츠 폰 베를리힝엔’에서와 마찬가지로, 에그몬트에도 자유에 대한 전통적인 관점이 담겨있다: 두 캐릭터 모두 새로운 권위주의의 도래에도 불구하고 오래된, 전통의 특전과 습관을 보존하고 싶어한다. 제 2막에서 처음으로 등장하는 에그몬트는 반항적인 인물이 아닌, 이전의 사회적 질서를 회복시키는 인물로 그려진다.

## 역사적 배경
역사적 인물 에그몬트는 1522년부터 1568년에 걸친 생애를 살았다. 그는 1557-59년에 있었던 스페인과 프랑스의 전쟁에서 스페인의 편에 서서 싸운다. 1559년, 스페인의 황제 필립 2세는 에그몬트에게 네덜란드의 섭정으로 그의 누이 마가레테 폰 파르마를 보낸다.

## 줄거리
1568년 브뤼셀. 신교국가인 네덜란드 - 그 당시에는 오늘날의 벨기에가 네덜란드에 속해 있었음 - 는 구교도인 합스부르크 왕가의 지배를 받았다. 합스부르크 왕가는 네덜란드 사람들의 자유에 대한 열망을 억누르기 위해 온 힘을 다하고 있었다. 자유를 억제하고, 정치적, 경제적, 종교적 압박을 가했다. 당시 섭정이었던 마르가레테 폰 파르마는 비교적 너그러운 지배자인 동시에 카를 5세의 딸이자 스페인 왕 펠리페 2세의 누이이기도 했다. 그리고 이 둘은 훨씬 더 강력한 통치를 원했다. 마르가레테는 마키아벨리라는 개방적 지식인을 조언자로 두고 있었고, 네덜란드 사람들이 그들 자신의 헌법에 따라 살 수 있도록 해주고 싶어했다. 그러나 이는 이루어지지 않았다. 펠리페왕이 잔인한 알바 공작을 군대와 함께 이 나라로 파견했기 때문이다.

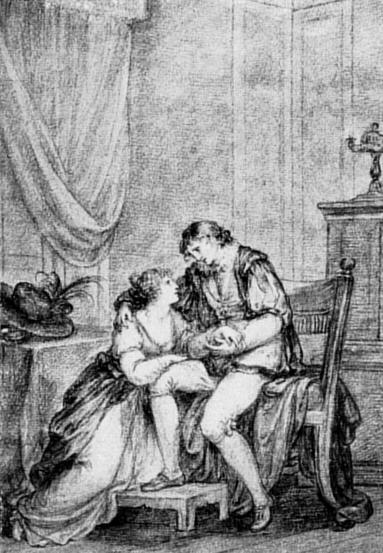
에그몬트와 클레혠, 소묘, 카우프만(Angelika Kauffmann) 작

### 제 1막
에그몬트는 직접 등장하지 않지만, 자유를 갈망하는 브뤼셀의 시민들은 국민적 영웅인 에그몬트에 대하여 이야기를 한다. 제 1막에서 에그몬트의 모든 존재는 그가 상징적인 힘을 보여주며, 이는 그가 그의 죽음 이후에 저항의 상징이 될 것이라는 것을 암시한다.

### 제 2막
그 사이 거리에서는 겁 모르는 애송이인 서기 반센이 사람들을 선동하며, 스페인 압제의 사슬에서 풀려나야 한다고 요구하고 있었다. 네덜란드인들은 지금은 빼앗긴 권리를 소유하고 있지 않았던가? 격렬한 논쟁은 싸움으로 번져 나갔다. 이 때, 에그몬트가 나타나 성난 군중들을 설득시키며 차분하게 진정시킨다. 그러나 여기서 그가 하는 말은 아래로부터의 개혁이 아닌 위로부터의 개혁을 지지하는 발언이다.
에그몬트가 유명한 귀족 빌헬름 폰 오라니엔과 대화를 나누고 있다. 오라니엔은 에그몬트에게 즉시 도주해야 한다고 일러준다. 그들 둘이 네덜란드의 귀족을 대표하고 있어 둘 다 매우 위험한 상황에 처해 있기 때문이다. 그러나 에그몬트는 자신의 불가침성을 믿었다. 위협적인 알바 공작의 도착에도 불구하고 그의 믿음은 흔들리지 않았으며, 그는 도주하지 않았다. 이에 오라니엔은 깊은 감명을 받지만, 에그몬트의 죽음을 예감한다.

### 제 3막
마르가레테는 마키아벨리에게 자신이 비록 섭정을 계속 원하고 있긴 하지만, 더 알바가 자신을 밀어내기 전에 최선의 방법으로 자신의 자리를 비켜주는 것이 좋을 것이라고 이야기한다. 에그몬트는 사랑하는 연인 클레혠을 만나, 현재의 상황을 이야기 해 주고 두 사람은 사랑을 이야기하고 행복에 젖는다.

### 제 4막
그 사이 거리에는 새로운 소식과 소문이 퍼지고 있었다. 마르가레테 폰 파르마와 빌헬름 폰 오라니엔 등이 도시를 떠났다는 것이다. 알바 공작이 도착했고, 그럼에도 불구하고 에그몬트는 여전히 도시 안에 잔류한다. 알바는 그의 도착에도 불구하고, 자신의 생활에 전혀 흔들림이 없는 에그몬트 왕자에 대해 두려움을 느낀다. 이와는 반대로 알바의 아들 페르디난드는 에그몬트와 친구가 되고 싶어한다. 곧 에그몬트가 알바를 찾아와 평화와 자유를 향한 발언을 하였으나, 알바는 그를 체포한다. 그제서야 에그몬트는 처음부터 그를 체포할 생각이었던 알바의 계략을 알아차린다.

### 제 5막
에그몬트가 체포되어 수감되었다는 소문이 퍼지고, 에그몬트의 연인 클레혠도 이 사실을 접한다. 클라혠은 에그몬트를 구하기 위해, 그녀를 짝사랑하는 시민 청년계급의 브라켄부르크를 설득하려 했지만 결국 실패하고 만다. 감옥에 갇혀 다음날 참수형을 앞두고 있는 에그몬트는 클레혠이 자신을 구원을 것을 기대하며 희망과 절망 사이에서 오락가락하고 있었다. 하지만 브라켄부르크를 설득하는 데에 실패한 클레혠은 에그몬트가 사형을 선고 받았다는 소리를 듣고 집에서 음독을 한다. 페르디난드가 수감중인 에그몬트를 찾아와, 그가 자신의 인생의 우상이었으며, 그가 죽는 순간에는 자신의 인생 또한 그 의미를 잃게 될 것이라고 말한다. 에그몬트는 그런 페르디난드를 안심시켜 돌려보낸다.
다시 혼자가 되자 에그몬트는 행복한 꿈을 꾼다. 자유가 클레혠과 닮은 여성의 모습을 하고 그의 앞에 나타났다. 그녀는 기뻐하라고 말하면서 그에게 승자의 월계간을 넘겨주었다. 에그몬트의 죽음으로 그가 나라에 자유를 가져오게 될 것이라는 말이었다. 에그몬트는 북소리와 나팔소리에 꿈에서 깨어난다. 그의 사형 집행일이다.

## <에그몬트> 상연
에그몬트는 연극으로 만들어져 공연되었다. 1791년 마인츠와 바이마르에서 초연되었지만, 공연은 성공적이지 못했다. 이에 1796년, 괴테는 실러에게 극본을 보내 수정을 부탁한다. 실러가 수정한 극본에는 마가레테 폰 파르마와 클레혠이 등장하는 부분이 삭제되었고, 알바의 새디즘이 강조되었다.

## <에그몬트>의 음악화
괴테는 로마에 머무르던 시기에 이미 그의 작곡가 친구 필립 크리스토프 캐이저에게 자신의 작품 <에그몬트>를 위한 극장음악을 작곡해 줄 것을 부탁했지만 성공을 거두지 못했다. 이후, 요한 볼프강 폰 괴테의 작품 <에그몬트>는 1809년에 루트비히 판 베토벤에 의하여 오늘날까지도 유명한《에그몬트》이라는 곡으로 음악화되었다
괴테와 베토벤의 나이차이는 21살로 베토벤이 성장할 무렵 괴테는 이미 문호로서 이름을 떨치고 있었다. 베토벤은 괴테를 만나기 전부터 괴테의 영향을 강하게 받았고, 그에 대한 존경을 숨기지 않았다. 베토벤을 만난 이후 괴테는 그의 아내에게 보낸 편지에서 베토벤에 대하여 이야기 하며 “지금까지 그보다 더 집중력이 강하고 정력적이며 내면적인 예술가는 한 명도 보지 못했다”는 최고의 찬사를 보낸다.
베토벤은 괴테의 비극 『에그몬트』를 음악화 하며 괴테에게 자신이 새로 작곡한 <에그몬트 서곡>을 바치겠다는 편지를 보낸다. 그 편지의 내용은 다음과 같다.
" 위대한 분께
저처럼 당신을 존경하는 한 친구가 급히 그곳으로 떠나는 일이 있기에 그에게 부탁하여 감사의 글을 보냅니다. 베티나 브렌타노는 당신이 저를 친절하게 받아주시리라고 했지만, 제가 어찌 감히 그런 환대를 기대할 수 있겠습니까? 곧 저의 <에그몬트>를 받게 되실 것입니다. 당신의 평가를 기대합니다. 어떤 비판도 최상의 찬사와 마찬가지로 저와 저의 예술에 도움이 되오니 즐겁게 받아들이겠습니다.
당신의 숭배자, 루드비히 판 베토벤"

이런 편지를 통해 베토벤은 <에그몬트 서곡 (Egmont Ouvertüre, Op. 84)>을 작곡할 당시부터 괴테에게 보낼 계획을 가지고 있었던 것으로 보인다.

## <에그몬트>의 영화화
에그몬트는 1961년부터 1989년까지 6개의 작품으로 영화화되었다.
- 1961: 에그몬트, 감독: 장 파울 카레르
- 1962: 에그몬트, 감독: 라인하르트 슈푀리
- 1967: 에그몬트, 감독: 오스카 프리츠 슈
- 1968: 에그몬트, 감독: 크리스 벳츠
- 1984: 에그몬트, 감독: 프란츠 피터 비드
- 1989: 에그몬트, 감독: 프리도 솔터

## 참고 문헌
- 제하퍼, 클라우스, 「괴테」, 황수경 역 (Goethe für Eilige, Berlin: Aufbau, 2002), 서울: 생각의 나무, 2009